# Federația Română de Șah
Federația Română de Șah (FRȘ sau FRȘah) este o structură sportivă de interes național, având ca obiect performanța, organizarea și desfășurarea activității naționale șahiste, a campionatelor naționale și a competițiilor de șah. Este membră afiliată al Federației Internaționale de Șah (FIDE), fiind membră fondatoare, din anul 1924 și la Uniunea Europeană de Șah (ECU), din anul 1990.

## Viziune și misiune

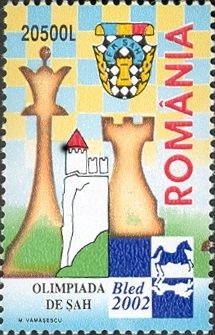
Timbru poștal comemorativ

Viziunea și misiunea FRȘah pot fi rezumate în felul următor:
- își organizează și desfășoară activitatea pe principii democratice bazate pe egalitatea în drepturi a membrilor săi, fără tratament discriminatoriu din rațiuni naționale, politice, rasiale, sociale sau religioase.
- își propune să popularizeze, să răspândească și să dezvolte practicarea șahului pe întreg cuprinsul țării ca element sportiv, științific-creator, educațional, cultural și artistic, promovând spiritul de armonie, corectitudine, toleranță și fair-play.

## Membri de onoare
Președinți de onoare:
- Ion Gudju
- Pius Brânzeu

Membri de onoare: 
- Maria Albuleț
- Corneliu Butnariu
- Florin Gheorghiu
- Mihail Viorel Ghindă
- Louis Haritver
- Attila Hosszu
- Ion Lehaci
- Mircea Pavlov
- Margareta Perevoznic
- Elisabeta Polihroniade
- Corvin Radovici
- Elena Răducanu
- Emanoil Reicher
- Margareta Teodorescu
- Anghel Vrabie
- Sergiu Grünberg
- Valentin Stoica

## Vezi și
- Sportul în România

## Legături externe
- Site web oficial